# Ikeda Szakiko
Ikeda Szakiko (池田 咲紀子; Hepburn: Ikeda Sakiko) (Szaitama, 1992. szeptember 8. –) japán válogatott labdarúgó.

## Klub
2011 óta az Urawa Reds csapatának játékosa, ahol 97 bajnoki mérkőzésen lépett pályára.

## Nemzeti válogatott
A japán U17-es válogatott tagjaként részt vett a 2008-as U17-es világbajnokságon. A japán U20-as válogatott tagjaként részt vett a 2012-es U20-as világbajnokságon.
2017-ben debütált a japán válogatottban. A japán válogatott tagjaként részt vett a 2018-as Ázsia-kupán. A japán válogatottban 14 mérkőzést játszott.

## Statisztika
| Japán válogatott | Japán válogatott | Japán válogatott |
| Időszak          | Mérk.            | gól              |
| ---------------- | ---------------- | ---------------- |
| 2017             | 8                | 0                |
| 2018             | 6                | 0                |
| Összesen         | 14               | 0                |

## Sikerei, díjai
Japán válogatott
- Ázsia-kupa:  Arany; 2018
- U20-as világbajnokság:  Bronz; 2012

Klub
- Japán bajnokság: 2014